# Ürményi József (főispán)

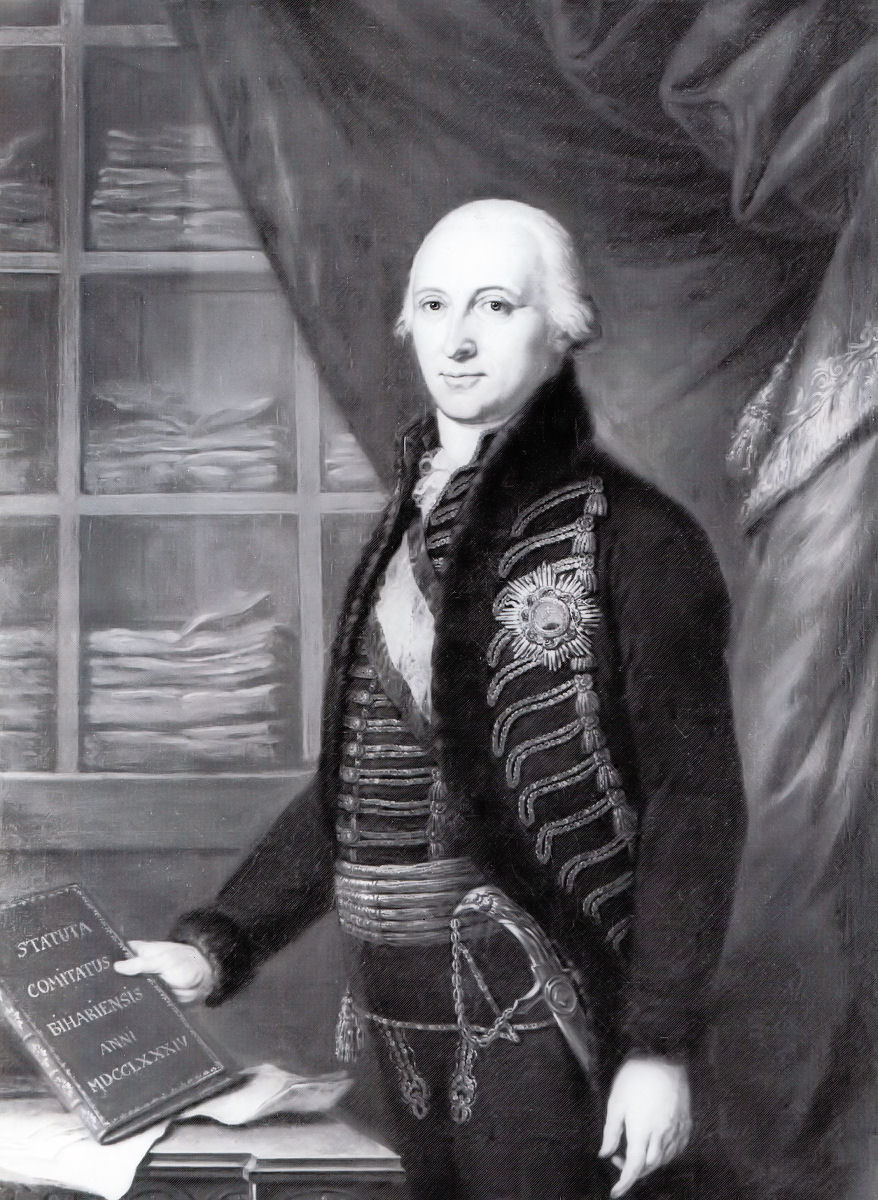
Ürményi József portréja. Donát János festménye (1804)

Ürményi Ürményi József (Ürmény, 1741. december 6. – Vál, 1825. június 8.) több vármegye főispánja, országbíró.

## Életpályája
Ürményi István (1694–1767), királyi tanácsos, kancelláriai titkár, földbirtokos és puchnói Motesiczky Borbála (1713–1764) fia; nevelője Molnár János, a későbbi szepesi kanonok volt; középiskoláit és a felsőbbeket Nagyszombatban végezte; az osztrák törvényeket Bécsben, a hazaiakat az egri Foglár-intézetben hallgatta. Polgári pályáját 1766-ban a királyi ügyészségen kezdte, 1769-ben ítélőtáblai bírónak nevezték ki. 1773-ban az udvari kamarához referendariusnak, 1774-ben pedig a magyar kancelláriához helyezték át.
Az 1773-ban megszüntetett jezsuita rend tanárai megmaradhattak ugyan állásukban, de új tanítási rendszer kidolgozása Ürményire várt. Főként neki tulajdonítható Mária Terézia magyar királynő tanügyi rendeletének, az 1777. évi Ratio Educationisnak a megalkotása. Szolgálataiért a Vál mezővárosra és az Agárd birtokára szóló adománylevéllel és a Szent István-rendjének keresztjével jutalmazták meg.
1780. június 19-től Pest vármegye kormányzása bízták rá. 1782-től bihari, 1785-től nyitrai főispán, 1788. december 18-tól az udvari kamaránál kincstárnok, 1789. augusztus 24-től personális (mely hivatalát 1795 júliusáig viselte) és 1790. február 12-én ismét Pest vármegye administratora lett. Ugyanebben az évben március 18-án Bács vármegyének főispánja lett és a Szent István-rend commendátori keresztjét kapta. 1792. július 14-én  jelen volt II. Lipót megkoronázásán Frankfurtban.
Hat évi pihenés után 1801-ben Galícia kormányzójává, 1802. április 3-án Fejér vármegye főispánjává nevezték ki. 1806. szeptember 6-án országbírói méltóságra emelték. A Pesti Egyetem elnöke. 1825 januárjában nyugalomba vonult.
Ferenczy István szobrász portrészobrot készített róla.

## Családja
Feleségül vette komjáthi Komjáthi Borbálát, több gyermekük született, közülük öt fiú:
- Ürményi Miksa (Bécs, 1775. április 17. – Léva, 1836. november 27.) császári és királyi tanácsos és kamarás, országgyűlési követ, Fejér vármegye alispánja, földbirtokos. Felesége: felsőbüki Nagy Julianna (1788-1826)
- Ürményi Ferenc (Bécs, 1780. november 8. – Pest, 1858. február 11.) fiumei kormányzó, belső titkos tanácsos, koronaőr, az MTA igazgatósági tagja.
- Ürményi Vince (1785-1814) kapitány
- Ürményi Imre (1790-1822) királyi táblai ülnök, 1815-től táblabíró
- Ürményi János (?) tábornok

## Művei
- Conclusiones hungarico-juridicae quas tentamini publico exposuit in collegio Agriensi Foglariano ex praelectoribus Esmerici Tahi. Agriae, 1760.
- Ratio Educationis totiusque rei literariae per regnum Hungariae et provincias eidem adnexas. Viennae, 1777. (Névtelenül, táblázatokkal. 2. kiadás. Buda, 1806., 3. k. Pozsony, 1826., 4. k. Pest, 1828.).
- Beszédje, … a Nagym. grófhoz… Károlyi Antal urhoz, mint kir. fő-commissáriushoz és az egybegyült ns. Bihar vármegyének Rendeihez és Statusaihoz. Midőn… Bihar vármegye fő-ispányi méltóságába béiktattatnék Szent János havának 13. napján. Nagyvárad, 1782.
- Beszédje Bihar vármegye főispányának, mellyet a midőn a meg-nevezett vármegye magistrátusának restauratióját tartaná, mondott Szent-István havának 4. napján. Ugyanott, 1783.
- Pest, Pilis és Solth törvényesen egyben kapcsolt vármegyének rendeihez tett beszédek az építő szék alkalmatosságával, melly tartatódott Pesten 1790. Bőjtmás hava 23. Pest.
- Oratio occasione inagurationis publicae regii principis et archiducis Leopoldi Alexandri pridie vocis communibus expetiti et electi regni Hungariae palatini… dicta 1790. 16. Nov. Posonii.
- Oratio … ad excelsos proceres, inclytos status et ordines Regni Hungariae die XIII. Martii 1791. dum regni comitia conclusa sunt, dicta. Uo.
- Beszédgye… Fehérmegye főispányi méltóságába lett beiktatása alkalmatosságával Szent-Mihály hava 4. 1802. Veszprém. (Mások beszédeivel).